# Eclissi solare del 14 ottobre 2023
L'eclissi solare del 14 ottobre 2023 è un evento astronomico che ha avuto luogo il suddetto giorno attorno alle ore 18.00 UTC
.